# Squatina tergocellata
Squatina tergocellata е вид акула от семейство Морски ангели (Squatinidae). Видът не е застрашен от изчезване.

## Разпространение и местообитание
Разпространен е в Австралия (Западна Австралия и Южна Австралия).
Обитава морета и заливи. Среща се на дълбочина от 128 до 395 m, при температура на водата от 10,3 до 22,3 °C и соленост 34,8 – 36 ‰.

## Описание
На дължина достигат до 1,3 m.
Популацията на вида е стабилна.